# Laboratorio Dallmann
Il laboratorio Dallmann (in tedesco Dallmann-Labor) è una laboratorio antartico estivo tedesco intitolato a Eduard Dallmann, navigatore ed esploratore artico.

## Ubicazione
Localizzata ad una latitudine di 62°14' sud e ad una longitudine di 58°40' ovest a 10 metri di altitudine, il laboratorio si trova nell'Isola di re Giorgio (Shetland Meridionali). La struttura è a pochi metri dalla base argentina Carlini da cui dipende logisticamente.
Inaugurato nel gennaio 1994 il laboratorio impiega sino ad un massimo di 12 scienziati durante la stagione estiva ed è gestito dall'Alfred-Wegener-Institut in collaborazione con le autorità argentine ed olandesi, ma è aperto anche a progetti di altri paesi.

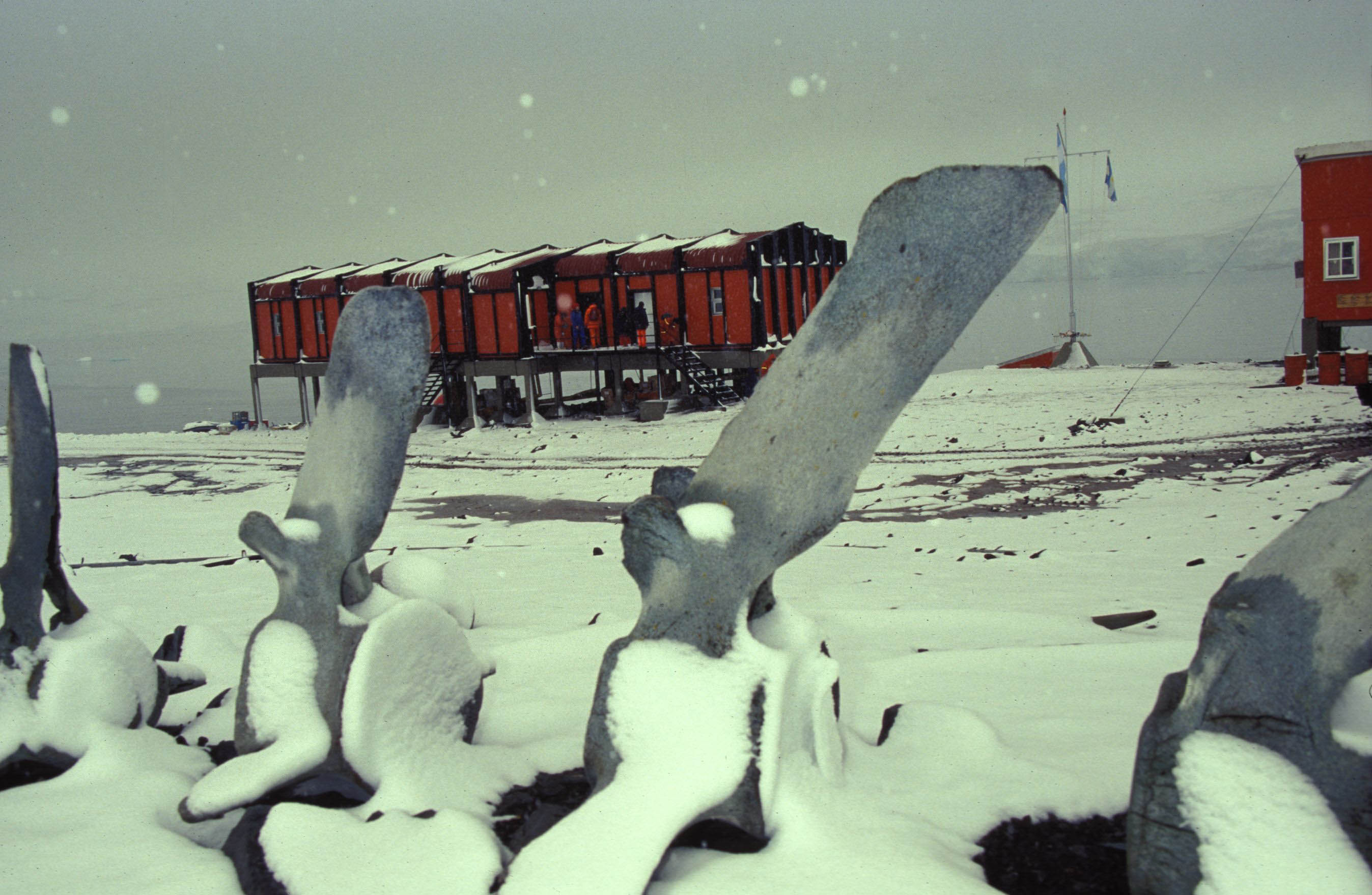
Un'immagine del laboratorio.

## Attività
La struttura è equipaggiata con 4 laboratori, un'officina, un magazzino ed un acquario e permette agli scienziati di operare in prossimità dell'Oceano antartico ricerche di biologia marina e di biologia terrestre.